# Старосек (Любанский район)
Старосек (бел. Старасе́к) — деревня в Любанском районе Минской области Белоруссии. В составе Сосновского сельсовета.

## География
Ближайшие населённые пункты Загалье, Татарка и др.

## История
В 1909 году в Бобруйском уезде Лясковичской волости Минской губернии.

## Население

### Численность
- 2019 год — 23 человек

### Динамика
- 1909 год — 251 человек, 28 дворов[2]
- 2009 год — 51 человек (перепись населения)[2]
- 2019 год — 23 человек (перепись населения)

## Достопримечательность
- Мемориальный комплекс «Остров Зыслов» (1941—1944)[3][4] —  Историко-культурная ценность Республики Беларусь, шифр 613Д000292.

Находится в 2 км от д. Старосек Любанского района в урочище Зислав (остров Зислав), где в Великую Отечественную войну был центр Любанско-Октябрьской партизанской зоны и располагались руководящие органы подпольного партийного и Партизанского антигитлеровского движения. Комплекс (архитектор Г. Заборский) открыт для посещения в 1969 г.
- 14-метровый обелиск на месте базирования Минского обкома
- Монумент «Скорбящий партизан»
- Монумент «Партизан в дозоре»
- Партизанские землянки

## Известные лица
- Фёдор Николаевич Статкевич (1907—1981) — Герой Социалистического Труда